# I pirati di Barracuda
I pirati di Barracuda (The Sea Hornet) è un film del 1951 diretto da Joseph Kane con Rod Cameron e Adele Mara.

## Trama
Durante un'immersione un palombaro muore. Il suo socio sospetta che sia stato ucciso e si reca sul luogo a indagare. Dopo aver evitato per due volte di essere eliminato, si immerge e trova le prove dell'assassinio del compagno. Sarà suo compito imprigionare l'assassino con i suoi complici.

## Produzione
La pellicola è stata prodotto dalla Republic Pictures. Le scene sono state girate ai Republic Studios di Hollywood, Los Angeles, nello Stato della California.

### Colonna sonora
Le colonne sonore per il film sono 3: A Dream or Two Ago, I'm Afraid of You, e Someone to Remember, tutte scritte da Jack Elliott e cantate da Lorna Gray.

## Distribuzione
Il film è stato distribuito in diversi paesi con titoli, distributrici, e date differenti:
- USA 6 novembre 1951 The Sea Hornet dalla Republic Pictures
- Giappone 1 febbraio 1952
- Francia 23 ottobre 1952 Le Frelon des mers
- Finlandia 5 dicembre 1952 Uponneen laivan salaisuus
- Filippine 16 dicembre 1952 (Davao)
- Australia 9 gennaio 1953 dalla British Empire Films Australia
- Danimarca 2 febbraio 1953 På 200 fods dybde
- Francia 4 marzo 1953 (Parigi) Le Frelon des mers
- Svezia 13 aprile 1953 Havens rovriddare
- Germania Ovest 13 agosto 1954 Der Seewolf von Barracuda
- Austria Aprile 1955 Der Seewolf von Barracuda